# Five and Ten
Five and Ten is een film uit 1931 onder regie van Robert Z. Leonard. De film is gebaseerd op een roman van Fannie Hurst.
De film gaat over Jennifer, de verwende dochter van winkelmagnaat John Rarick. Omdat Rarick zijn familie verwaarloost, zoeken ze allemaal hun eigen geluk. Zo staat Jennifers moeder op het punt ervandoor te gaan met een gigolo, terwijl haar alcoholistische broer Avery bijna overlijdt. Jennifer weet zelf geen gerieflijk leven te vinden in de bovenklasse en wordt verliefd op een architect. 

## Rolverdeling
| Acteur              | Personage              |
| ------------------- | ---------------------- |
| Marion Davies       | Jennifer Rarick        |
| Leslie Howard       | Bertram 'Berry' Rhodes |
| Richard Bennett     | John G. Rarick         |
| Irene Rich          | Jenny Rarick           |
| Douglass Montgomery | Avery Rarick           |